# Ortalis cinereiceps
La chachalaca cabecigris, pajuila, guacharaca de cabeza gris, guacharaca chocoana o guacharaca paisana (Ortalis cinereiceps) es una especie de ave galliforme de la familia Cracidae que se encuentra en los matorrales, bosques secundarios y a la orilla de los ríos, desde el este de Honduras hasta el departamento del Chocó, en el noroeste de Colombia, hasta a 1.100 m s. n. m.. No se conocen subespecies.

## Características
Mide entre 46 y 58 cm de longitud y pesa 500 g en promedio. Su cabeza es gris pizarra, con la cara desnuda, y la garganta roja. El plumaje es castaño oliváceo en el dorso, brillante en las alas, muy claro en el vientre, y negruzco verdoso en la cola, que frecuentemente tiene la punta blanca. Puede distinguirse de la guacharaca norteña (Ortalis vetula) porque no tiene tonos rojizos o rufos en las plumas de las alas o partes bajas, y es un poco más pequeña y delgada.

## Historia natural
Viven en grupos de 6 a 12 individuos, preferentemente en los arbustos, aunque bajan al suelo. Se alimentan de frutos y semillas. Anidan en ramas, a una altura de entre 1 y 3 m; ponen 3 o 4 huevos, que la hembra incuba durante 22 días.